# Vladimír Tošovský
 (novembre 2022).
Si vous disposez d'ouvrages ou d'articles de référence ou si vous connaissez des sites web de qualité traitant du thème abordé ici, merci de compléter l'article en donnant les références utiles à sa vérifiabilité et en les liant à la section « Notes et références ».
Vladimír Tošovský, né le 17 octobre 1961 à Prague, est un homme politique et ingénieur tchèque.